# نور جهان (مغنية)
نور جهان (الأردية: نُور جہاں)، (من مواليد الله رخي واساي؛ 21 ايلول 1925 - 23 كانون الأول 2000)، والمعروف أيضًا بلقبها التشريعي مليكة - الترنم (الأوردية: ملِكہ ترنّم) كانت ملكة النغمة، والممثلة المسرحية الباكستانية، والممثلة الأولى في الهند البريطانية ثم في باكستان. امتدت حياتها المهنية أكثر من ستة عقود (1930 - 1990). وقد اشتهرت كواحدة من أعظم المطربين والأكثر تأثيرا في كل العصور وخاصة في جميع أنحاء جنوب آسيا وأعطيت لقب الشرفية لملكة الترنم في باكستان. كان لديها قيادة الموسيقى الكلاسيكية الهندوسية وكذلك أنواع الموسيقى الأخرى.
إلى جانب أحمد رشدي، تحمل الرقم القياسي لإعطائها الصوت لأكبر عدد من الأغاني السينمائية في تاريخ السينما الباكستانية. تشير التقديرات إلى أنها صنعت أكثر من 40 فيلماً وقامت بغناء حوالي 20000 رقم خلال مسيرتها التي استمرت لأكثر من نصف قرن. ويعتقد أنها واحدة من أكثر المطربين غزارة بالإنتاج في كل العصور. يمكن بسهولة مقارنة شخصيتها وسحرها في الشرق بشخصية مارلين مونرو في الغرب. وتعتبر أيضا أول مخرجة أفلام باكستانية.

## السيرة الذاتية
ولدت نور جهان في عائلة بنجابية مسلمة في قصور، البنجاب، الهند البريطانية وكانت واحدة من أحد عشر طفلاً من أمداد علي وفاتح مريم.

## حياتها المهنية في الهند
بدأت جهان بالغناء في سن الخامسة وأظهرت اهتماما كبيرا بمجموعة من الأساليب، بما في ذلك المسرح الشعبي والموروثات التقليدية. أدركت أمها إمكاناتها في الغناء، فأرسلتها لتلقي تدريب مبكر في الغناء الكلاسيكي تحت قيادة الأستاذ بادي غلام علي خان. وأوعز لها في تقاليد باتايا غارانا من الموسيقى الكلاسيكية الهندوستانية والأشكال الكلاسيكية من ثمري، دروباد، وخايال.
في سن التاسعة، لفتت نور جهان انتباه الموسيقار البنجابي غلام أحمد تشيشتي، الذي قدّمها لاحقا إلى المسرح في لاهور. قام بتأليف بعض الغزالات والأناشيد والأغاني الشعبية لأدائها، على الرغم من أنها كانت أكثر حرصا على اقتحام التمثيل أو الغناء. وبمجرد انتهاء تدريبها المهني، تابعت جهان مسيرتها في الغناء مع شقيقتها في لاهور، وعادة ما تشارك في عروض الرقص والغناء المباشر قبل عرض الأفلام في دور السينما.
أخذ صاحب المسرح ديوان سارداري لال الفتاة الصغيرة إلى كالكوتا في أوائل الثلاثينات من القرن الماضي وانتقلت العائلة بأكملها إلى كالكوتا على أمل تطوير أفلام الله واساي وأخواتها الأكبر سنا، إيدن باي وحيدر باندي. شجع مختار بيجوم الأخوات على الانضمام إلى شركات الأفلام وأوصياها بمختلف المنتجين. كما أوصت يها بزوجها، آغا هاشار كشميري، الذي كان يمتلك مسرحًا في ميدان (مسرح خيام لاستيعاب جمهور كبير). كان هنا أن تلقى واساي اسم المرحلة بيبي نور جهان. وقد عُرِضت على أخواتها الأكبر سناً وظائف مع إحدى شركات” “Seth Sukh Karnani ، وهي” “Indira Movietone ، ثم عُرفت باسم بريد البنجاب.
عام 1935، ك. ميهرا أخرجت فيلم البنجابية بيند دي كوري الذي مثلت فيه نور جهان مع أخواتها وغنت الأغنية البنجابية «لانج أجا باتان تشانان دا يار»، التي أصبحت أول نجاح لها. ثم عملت في فيلم يدعى ميسار كا سيتارا (1936) من قبل نفس الشركة وغنت فيه لملحن الموسيقى دامودار شارما. لعبت جهان دور الطفل هير في فيلم هير سايل (1937). واحدة من أغانيها المشهورة من تلك الفترة «شالا جوانيان ماني» هو من فيلم البنجابية دالسوخ بانتشولي جول باكاولي. كل هذه الأفلام البنجابية قدمت في كالكوتا. بعد بضع سنوات في كالكوتا، عادت جهان إلى لاهور في عام 1938. وفي عام 1939، قام غلام حيدر، مدير الموسيقى المشهور، بتأليف أغان لجهان أدت إلى شعبيتها المبكرة، وبذلك أصبح معلمها الأول.
في عام 1942، لعبت الدور الرئيسي في فيلم مقابل بران في خندان (1942). كان دورها الأول كشخص بالغ، وكان الفيلم نجاحًا كبيرًا. شهد نجاح خاندان تحولها إلى بومباي، مع المخرج سيد شوكت حسين رضوي. شاركت الألحان مع” “Shanta Apte في فيلم (Duhai) في هذا الفيلم، قدمت جهان صوتها للمرة الثانية، إلى جانب ممثلة أخرى تدعى حسن بانو. تزوجت “Rizvi” في وقت لاحق من نفس العام.

## مهنة التمثيل في باكستان
في عام 1947، قرر رضوي وجهان الانتقال إلى باكستان. غادروا بومباي واستقروا في مدينة كراتشي مع أسرتهم.
بعد ثلاث سنوات من الاستقرار في باكستان، لعبت جهان دور البطولة في أول أفلامها الباكستانية الا وهو فيلم (تشان واي) عام (1951)م، مقابل الممثلة سانتوش كومار، الذي كان أيضا أول فيلم باكستاني لها كبطلة ومغنية. أخرج كل من شوكت حسين رضوي ونور جهان هذا الفيلم معاً، مما جعل جهان أول مديرة أنثى في باكستان. كان فيلم جهان الثاني في باكستان” “Dopatta عام 1952م الذي أنتجته (اسلام لودهي)، أخرجه سيبتان فازلي ومساعدة أ.ح.رانا كمدير إنتاج. وتحول فيلم Dopatta إلى نجاح أكبر من فيلم تشان واي عام 1951م
خلال عامي 1953 و 1954، واجهت جهان وريزفي مشاكل وتطلقا بسبب الخلافات الشخصية. احتفظت بحضانة الأطفال الثلاثة من زواجهما. في عام 1959، تزوجت ممثل افلام اخر اسمه اعجاز دوراني.
ضغط دوراني عليها للتخلي عن التمثيل، وكان آخر أفلامها كممثلة / مغنية فيلم ميرزا غالب عام (1961)م.
ساهم هذا في تعزيز مكانتها الرمزية.و اكتسبت جمهورًا أكبر لنفسها. إن تقديمها لفايز أحمد فايز "Mujh se pehli si mohabbat mere mehboob na maang" هو مثال فريد من نوعه على الترنم، يقرأ الشعر كأغنية مع موسيقى رائعة من رشيد عتري في الفيلم الباكستاني القايدي (1962).اخر عمل لجهان في” Baaji “في عام 1963، وإن لم يكن دور قيادي.
ودعت جهان تمثيل الأفلام في عام 1963 بعد 33 سنة (1930-1963). بسبب الضغوطات كونها أم لستة أطفال وكونهت زوجة لممثل افلام زميل آخر، أجبرها على التخلي عن مهنتها. قامت جهان بتصوير 14 فيلما في باكستان، وعشرة أفلام باللغة الأوردية، وأربعة في البنجابية كممثلة أفلام

## عملها كمغنية
بعد الإقلاع عن التمثيل توجهت للغناء.التشغيلي ظهرت لأول مرة حصريا كمغنية تشغيل في عام 1960 مع فيلم سلمى. كان أول تشغيل لها في الغناء لفيلم باكستاني لفيلم تشان واي عام 1951 م، حيث كانت هي المخرجة نفسها. حصلت على العديد من الجوائز، بما في ذلك جائزة برايد أوف بيرفورمانس عام 1965 من قبل الحكومة الباكستانية. غنت عددًا كبيرًا من الثنائيات مع أحمد رشدي، مهدي حسن، مسعود رنا، نصرت فاتح علي خان، مجيب علا
كان لديها تفاهم وصداقة مع العديد من مطربي آسيا مثل ألام لوهار وغيرهم الكثير. بذلت جهان جهودًا كبيرة لحضور حفلات "Mehfils" (الموسيقى الحية) للأستاذ سلامات علي خان، والأستاذ فاتح علي خان، والأستاذ نصرت فاتح علي خان، وروشان آرا بيغوم. علّقت لاتا مانجيشكار على مدى جهان الصوتي، بأن جهان يمكن أن تغني طبقة منخفضة ومرتفعة كلما أرادت، وأن جودة صوتها تبقى دائماً كما هي. الغناء بالنسبة لجهان، لم يكن مجهودا ولكن تمرين تفريغ عاطفي وجسدي.
في التسعينات، غنت جهان أيضا لممثلي ديبانتانتي نيلي وريما. لهذا السبب بالذات، سمتها صبيحة خانم بمودة ساداباهار بمعنى (دائمة الخضرة). عززت شعبيتها أكثر مع أغانيها الوطنية خلال حرب عام 1965 بين باكستان والهند.
في عام 1971م، زارت السيدة نور جهان طوكيو لحضور مهرجان الأغنية العالمية كممثلة لباكستان.
زارت جهان الهند في عام 1982 للاحتفال باليوبيل الذهبي لأفلام التخاطب الهندية، حيث التقت مع رئيسة الوزراء الهندية إنديرا غاندي في نيودلهي واستقبلها ديليب كومار ولاتا مانجيشكار في بومباي. وقد التقت بكل أبطالها السابقين والنجوم، منهم سوريندرا وبران وسورايا والملحن نوشاد وغيرهم. وذكر موقع Women on Record قامت نور جهان بحقن درجة من الشغف في غنائها الذي لا يضاهيه أي شخص آخر. ولكنها غادرت إلى باكستان".

## سنواتها الأخيرة ووفاتها
دفنت جهان في مقبرة جيزري بالقرب من القنصلية السعودية في كراتشي
عانت جهان من آلام في الصدر في عام 1986 في رحلة إلى أمريكا الشمالية وتم تشخيصها بالذبحة الصدرية بعد خضوعها لعملية جراحية. في عام 2000، تم نقل جهان إلى المستشفى في كراتشي وتعرضت لأزمة قلبية. في 23 ديسمبر 2000 م (ليلة 27 رمضان)، توفيت جهان نتيجة لفشل القلب. وكانت جنازتها في جامع مسجد السلطان بكراتشي وحضرها أكثر من 400000 شخص.
عندما توفيت، قال الرئيس الباكستاني برويز مشرف: «إنها تستحق جنازة رسمية». وأمر بتأدية جنازتها إلى لاهور من كراتشي لكن ابنتيها أصرتا على دفنها في كراتشي في الليلة التي توفيت فيها. عند وفاتها قال الكاتب والشاعر الشهير جافيد أختار في مقابلة في مومباي إن «في أسوأ ظروف علاقاتنا مع باكستان منذ 53 عامًا في جو معادي جدًا، كان تراثنا الثقافي جسرًا مشتركًا.لقد كانت نور جهان من هذه الجسور الدائمة، خوفي هو أن موتها قد يهزها».

## الجوائز والتكريم
- حصلت على جائزة نيجار لأفضل مغنية بلايباك لاكثر من 15 مرة، وجائزة أفضل مغنية أردو ثماني مرات.
- كما تم منحها جائزة مغية الالفية.
- في عام 1945 ، حصلت على ميدالية ذهبية عن فيلم زينات.
- كانت تعرف أيضا باسم عندليب الهند وبلبل الهند.
- تم تصنيف نور جهان في المركز الثامن في قائمة أكثر الباكستانيين تأثيرا بعد محمد علي جناح.
- كانت مغنية شهيرة في شبه القارة الهندية. كان محمد رافي دائما يود أن يصنع معها دويتو. وقال مغني بوليوود أشا بوسلي في مقابلة ذلك:

كانت نور جهان واحدة من المطربين المفضلين لدي، وعندما استمعت إلى غزالها، أدركت كيف كانت المؤلفات غير عادية واستثنائية، لذلك قررت أن آخذها إلى جمهور أكبر يستحقها.
وأضاف؛
لن يرى العالم أبداً مغنية مثلها. مثلما لم ير الناس محمد رافع آخر وكيشور كومار لن يكون هناك نور جهان آخر.
- عينت عين الشرقية نور جهان في المركز 16 في قائمة من 20 مطرب بوليوود في كل العصور على الرغم من أنها كانت مهنة قصيرة جدا هناك قبل التقسيم. قال محرر الترفيه في عين الشرقية أن نور جهان كانت أول نجمة غنائية نسوية في السينما الهندية وساعدت في إرساء أساس غناء التشغيل كما نعرفه. ألهمت جيلًا من المغنين من بينهم لاتا مانجيشكار قبل أن تبدأ موسيقى بمفردها في باكستان وألهمت أجيال لاحقة هناك.
- في عام 1945 ، أصبحت أول امرأة آسيوية تغني القوالي في فيلم زينات.

قالت ملكة البوب الأمريكية مادونا لويز سيكوني «أستطيع أن أنسخ كل مغني لكن ليس نور جهان».
- في عام 1957، حصلت على جائزة الرئيس عن تمثيلها وغناءها في فيلم انتظار.

كان الفيلم نفسه الذي حصل خواجة خورشيد أنور أيضًا على جائزة الرئيس لأفضل مخرج موسيقى.
- في عام 1965، تلقت جائزة نيجار خاصة لأغانيها وقت الحرب.
- في عام 1965، حصلت على جائزة برايد بالأداء من قبل رئيس باكستان على قدراتها في الغناء والتمثيل.
- أصبحت المغنية الباكستانية الثانية بعد روشان آرا بيغوم لتلقي برايد أوف بيرفورمانس.
- في عام 1965، تلقت وسام امتياز من الجيش لدعمهت المعنوي في الهند.
- في عام 1981، حصلت على جائزة نيجار الخاصة عن تميزها في 30 عامًا من حياتها المهنية في باكستان.
- في عام 1987، حصلت على جائزة” NTM Life Time Achievement Award”.
- في عام 1991 أصبحت أول مطربة باكستانية تغني في رويال ألبرت هول في لندن.
- في عام 1996، تلقت جائزة “Sitara-e-Imtiaz “
- في عام 1999، حصلت على جائزة الألفية عن خدماتها للسينما الباكستانية.
- في يناير 2000، أعطاها التلفزيون الباكستاني PTV عنوان صوت القرن.
- في عام 2002، حصلت على جائزة First Lux Life Time Achievement Award.
- في أغسطس 2014، تم إعلانها كأكبر مغنية في باكستان في جميع الأوقات.
- في آب / أغسطس 2017، تم تصنيفها على رأس المغنيات الباكستانيات.
- كما احتفظت بلقب السفير الباكستاني للثقافة

## روابط خارجية
- نور جهان على موقع IMDb (الإنجليزية)
- نور جهان على موقع ميوزك برينز (الإنجليزية)
- نور جهان على موقع إن إن دي بي (الإنجليزية)
- نور جهان على موقع ديسكوغز (الإنجليزية)
- نور جهان على موقع قاعدة بيانات الفيلم (الإنجليزية)
- نور جهان على موقع كينوبويسك (الروسية)
- نور جهان على موقع كينوبويسك (الروسية)